# Conopogaster singularis
Conopogaster singularis là một loài bọ cánh cứng trong họ Cerambycidae.